# Synagoge Botersloot
De Synagoge Botersloot was een synagoge in Rotterdam. De synagoge was geopend in 1891 en werd verwoest tijdens het bombardement op 14 mei 1940.

## Geschiedenis
De Joodse gemeente opende de synagoge, die maar liefst 510 zitplaatsen had, voor het eerst in 1891. De bouw van deze synagoge was het gevolg van de Joodse bevolking die in die periode groeide vanwege de opening van de Nieuwe Waterweg in 1872. Aan de achterzijde van de synagoge, aan de inmiddels niet meer bestaande Lombardstraat (nu Lombardkade), was de godsdienstschool gevestigd.
In 1938/1939 was besloten om de sjoel ingrijpend te verbouwen en uit te breiden. De reden hiervoor was dat in deze periode steeds meer mensen naar het gebied en de stad trokken - mede ook vanwege de Jodenvervolging die plaatsvond in Nazi-Duitsland sinds 1933 - en dat veel Joodse inwoners niet meer in de buurt van de synagoge op de Boompjes woonden. De afstand werd voor hen te groot, mede omdat velen zich strikt aan de Joodse voorschriften wilden houden en geen gebruik maakten van het openbaar vervoer op de sjabbat. Tijdens deze verbouwing waren de herengalerijen gesloopt, evenals de trappen die zich in de sjoel bevonden. Verder waren er nieuwe galerijen gebouwd met 200 dameszitplaatsen, was de vroegere damesafdeling - die ongeveer twintig jaar lang een noodoplossing was - verbouwd en uitgebreid tot een nieuwe trouwzaal die op feestdagen en bij bijzondere diensten aan de sjoel kon worden toegevoegd ter verkrijging van een groter aantal herenzitplaatsen, waren er aparte dames- en herentoiletruimtes ingericht, was de verlichting gemoderniseerd, de wanden van het interieur van eiken betimmering voorzien, de vloerbedekking aangepast en werd er een centrale verwarming aangebracht voor de koude winters. Ook waren er nieuwe administratiegebouwen gemaakt naast de synagoge.
Als gevolg van de wegtrekkende Joden, werd de sjoel aan de Boompjes niet dagelijks meer gebruikt, en werd de synagoge op de Botersloot de belangrijkste in de stad.
Nadat de sjoel was gerestaureerd, werd het archief van de Joodse gemeente Rotterdam daar ondergebracht. Ook de administratie, bestuur en Rabbinaat waren daar gevestigd.

## De synagoge tijdens het bombardement
De synagoge werd, net zoals veel gebouwen op de Botersloot, zwaar beschadigd tijdens de bommenregen die het centrum trof op 14 mei 1940. Het kerkelijk bad, de milkwe, doorstond het bombardement wel en werd opengesteld om vaatwerk in te touwelen (koosjer te maken).
Na het bombardement stond er nog wel een ruïne die had kunnen worden opgebouwd, maar er was uiteindelijk besloten om die te slopen - waarschijnlijk omdat het aantal Joden na de holocaust drastisch verminderd was (van meer dan 10.000 in 1930 naar nog geen 800 in 1951). Ook werd er een nieuwe synagoge gemaakt elders, bij het A.B.N. Davidsplein, in 1954.

## Belangrijke personen die de synagoge bezochten
De rabbijn van de Dordtse joodse gemeente Samuel Dasberg, die in Rotterdam geboren was, kerkte in de synagoge op de Botersloot tot die verwoest werd in 1940.

Fotogalerij
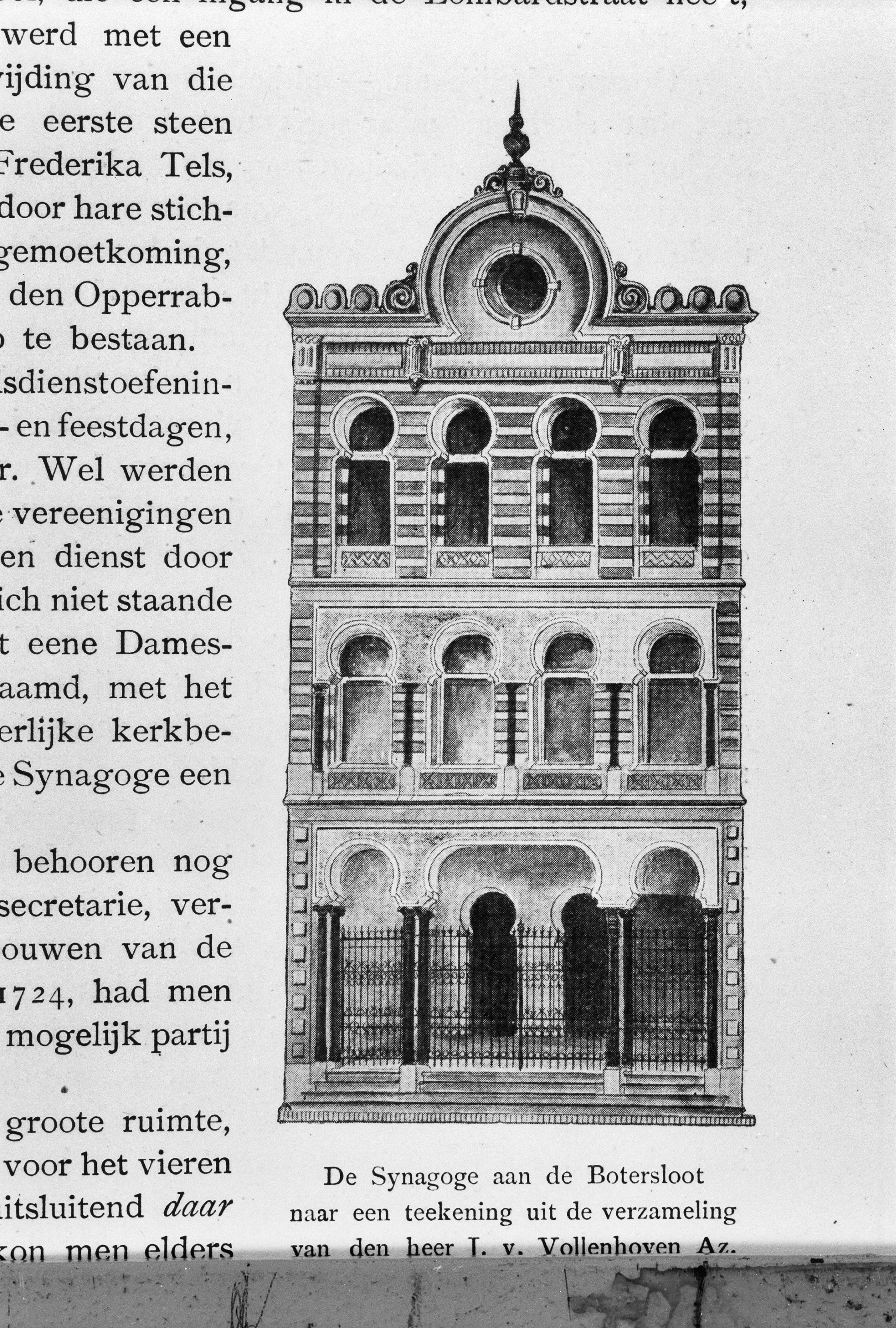
Een tekening van de voorgevel van de synagoge.
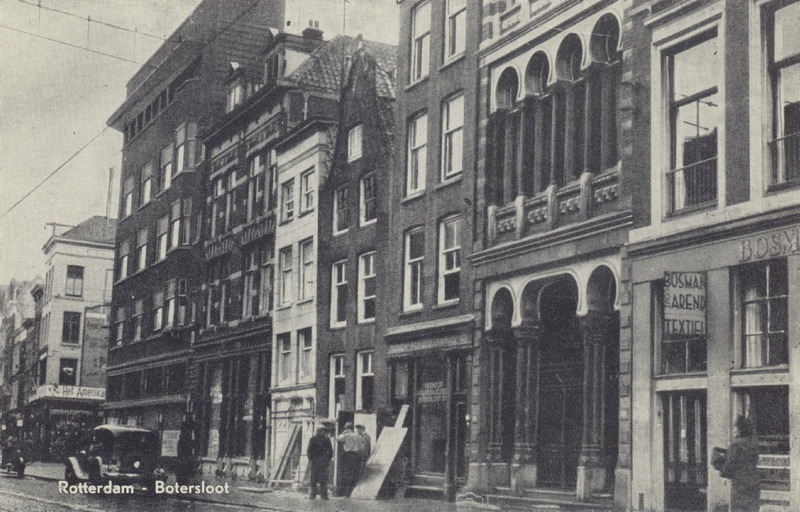
Een prentbriefkaart die de Botersloot en synagoge in 1937 afbeeldt.
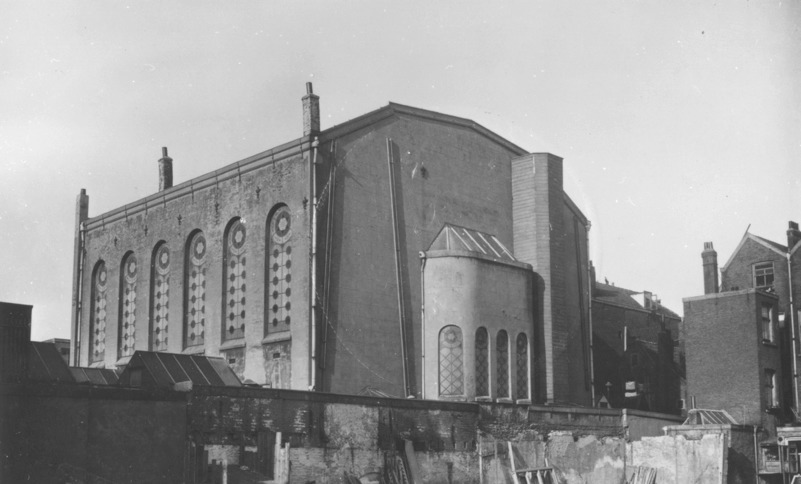
De achterkant van de synagoge, gezien in 1931.
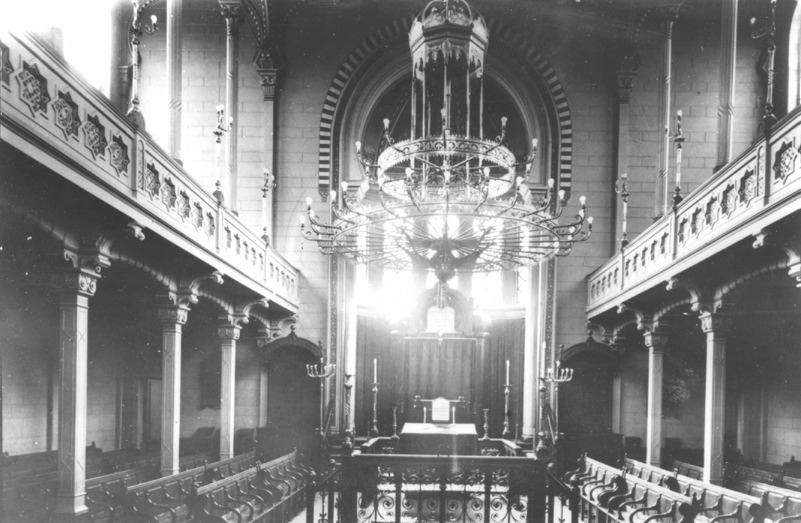
Het interieur van de synagoge, hier in 1931 en dus nog voor de grote verbouwing afgebeeld.
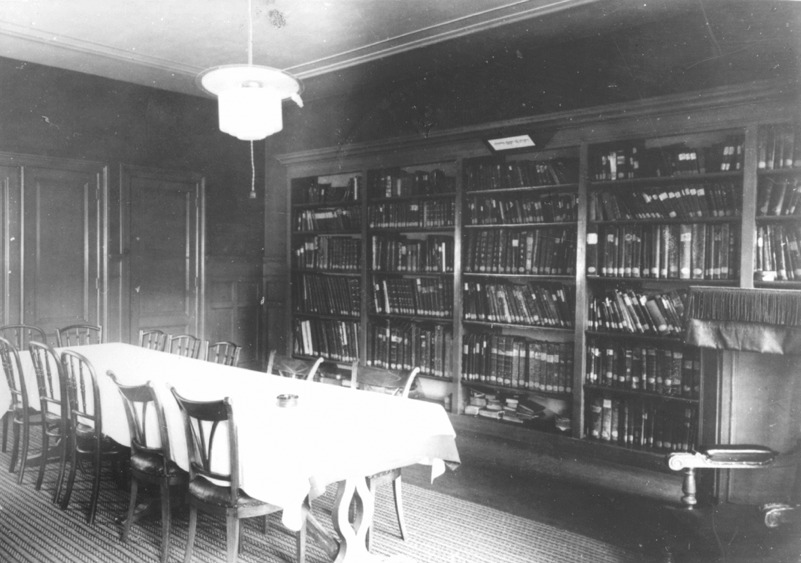
De leeszaal van de synagoge in 1931.
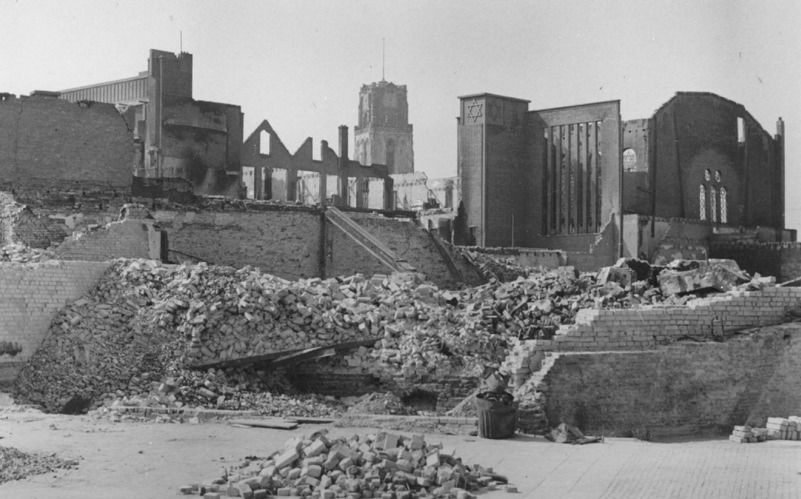
Na het bombardement in 1940 is de synagoge - evenals de rest van de Botersloot - zwaar beschadigd geraakt. Vanwege de drastische afname van de populatie Joden in Rotterdam vanwege de razzia's, werd het gebouw na de oorlog gesloopt.

Allerheiligst Hart van Jezuskerk ·
Allerheiligste Verlosserkerk ·
Andreaskerk ·
Anglicaanse kerk Rotterdam ·
Arminiuskerk ·
Bergsingelkerk ·
Boezemsingelkerk ·
Bosjeskerk · 
Breepleinkerk ·
Deense Zeemanskerk ·
Engelse Zeemanskerk ·
Franse kerk ·
Grieks-orthodoxe kathedraal van Sint-Nicolaas ·
Grote kerk ·
Hillegondakerk ·
Hoflaankerk ·
Julianakerk ·
HH. Laurentius- en Elisabethkathedraal ·
 Koninginnekerk ·
Lourdeskerk ·
Lutherse kerk ·
Maranathakerk ·
Nieuwe Zuiderkerk ·
Noorse Zeemanskerk ·
Oosterkerk ·
Oude kerk Charlois ·
Oude of Pelgrimvaderskerk ·
Paradijskerk ·
Pauluskerk ·
Petrus' Bandenkerk ·
Putsepleinkerk ·
Russische-orthodoxe kerk Rotterdam ·
St. Mary's Church (Engelse kerk) ·
Schotse Zeemanskerk ·
Sint-Agathaklooster ·
Sint-Hildegardis en Antoniuskerk ·
Sint-Ignatiuskerk ·
Sint-Laurenskerk ·
Sint-Lambertuskerk ·
Sint-Rosaliakerk ·
Stieltjeskerk ·
Synagoge Boompjes ·
Waalse Kerk ·
Westerkerk ·
Wilhelminakerk ·
Zuiderkerk ·
Zweedse Zeemanskerk